# به تو رسیدن
کیمی نی تودوکه: به تو رسیدن (به انگلیسی: Kimi ni Todoke: From Me to You) مجموعه مانگا ژاپنی نوشته و تصویرگری کاروهو شینا است که از سال ۲۰۰۵ تا ۲۰۱۷ منتشر شد و در ۳۰ جلد تانکوبون گردآوری شده است. داستان به دنبال ساواکو کورونوما، دختر دبیرستانی است که به خاطر ظاهر ترسناکش مورد قلدری قرار می‌گیرد ولی عاشق محبوب‌ترین پسر مدرسه می‌شود.
مجموعه تلویزیونی انیمه اقتباس شده از این اثر توسط استودیو پروداکشن آی. جی از اکتبر ۲۰۰۹ تا مارس ۲۰۱۰ در ۲۵ قسمت پخش شد و فصل دوم در ۱۲ قسمت از ژانویه تا مارس ۲۰۱۱ پخش شد. همچنین یک فیلم لایو اکشن در سال ۲۰۱۰ و یک سریال لایو اکشن در مارس ۲۰۲۳ نیز منتشر شدند. فصل سوم انیمه در اوت ۲۰۲۴ توسط نتفلیکس پخش شد.
در سال ۲۰۰۸، در مراسم سی و دومین جایزه سالانه جایزه مانگای کودانشا، این اثر برنده جایزه بهترین مانگا در ژانر شوجو شد.

## داستان
ساواکو کورونوما یک دانش‌آموز ۱۵ ساله دبیرستانی است که همکلاسی‌هایش او را بخاطر شباهتش به ساداکو یامامورا (آنتاگونیست اصلی فیلم حلقه) مورد آزار و اذیت و قلدری قرار می‌دهند به طوری که شایعه می‌کنند او می‌تواند ارواح را ببیند و مردم را نفرین کند. علیرغم ظاهر ترسناکش، ساواکو دختری شیرین و بی ادعاست که تنها آرزوی کمک کردن را دارد ولی اعتماد به نفسش را برای پیدا کردن دوست از دست می‌دهد. تا اینکه پسر محبوب مدرسه کازهایا شروع به صحبت با او می‌کند و همه چیز تغییر می‌کند. ساواکو خود را در دنیای جدیدی می‌یابد و دوستان جدیدی پیدا می‌کند و با افراد مختلف صحبت می‌کند در نهایت عاشق کازهایا می‌شود.